# Pays-Bas aux Jeux olympiques d'hiver de 1956
Cet article contient des informations sur la participation et les résultats des Pays-Bas aux Jeux olympiques d'hiver de 1956, qui ont eu lieu à Cortina d'Ampezzo en Italie. 

## Résultats

### Patinage artistique
| Athlète          | Épreuve           | FI | PL | Points | Places | Rang final |
| ---------------- | ----------------- | -- | -- | ------ | ------ | ---------- |
| Sjoukje Dijkstra | Individuel femmes | 12 | 15 | 145,80 | 140    | 12         |
| Joan Haanappel   | Individuel femmes | 14 | 11 | 145,85 | 145,5  | 13         |

### Patinage de vitesse

#### Hommes
| Épreuve  | Athlète            | Course        | Course |
| Épreuve  | Athlète            | Temps         | Rang   |
| -------- | ------------------ | ------------- | ------ |
| 500 m    | Kees Broekman      | 44 s 2        | 37     |
| 500 m    | Wim de Graaff      | 44 s 9        | 43     |
| 500 m    | Gerard Maarse      | 43 s 1        | 22     |
| 1 500 m  | Kees Broekman      | 2 min 13 s 1  | 11     |
| 1 500 m  | Wim de Graaff      | 2 min 13 s 1  | 11     |
| 1 500 m  | Gerard Maarse      | 2 min 13 s 1  | 11     |
| 1 500 m  | Nico Olsthoorn     | 2 min 22 s 6  | 49     |
| 5 000 m  | Jeen van den Berg  | 8 min 19 s 1  | 24     |
| 5 000 m  | Kees Broekman      | 8 min 00 s 2  | 4      |
| 5 000 m  | Wim de Graaff      | 8 min 00 s 2  | 4      |
| 5 000 m  | Gerard Maarse      | 8 min 11 s 1  | 18     |
| 10 000 m | Kees Broekman      | 16 min 51 s 2 | 5      |
| 10 000 m | Wim de Graaff      | 17 min 21 s 6 | 18     |
| 10 000 m | Egbert van't Oever | 17 min 37 s 7 | 25     |

## Référence
- (en) Cet article est partiellement ou en totalité issu de l’article de Wikipédia en anglais intitulé « Netherlands at the 1956 Winter Olympics » (voir la liste des auteurs).